# Dariusz Podolski
Dariusz Podolski (ur. 17 czerwca 1966 w Łodzi) – piłkarz polski grający na pozycji pomocnika.

## Kariera
Karierę piłkarską Podolski rozpoczął w klubie Pilica Tomaszów Mazowiecki. Grał w nim w sezonie 1985/1986. Następnie w 1986 roku został zawodnikiem ŁKS Łódź, w którym zaliczył swój debiut w pierwszej lidze. Wiosną 1988 roku przeszedł do Zawiszy Bydgoszcz i do końca sezonu 1988/1989 grał w nim w drugiej lidze. W 1989 roku wrócił do ŁKS, gdzie do 1994 roku był podstawowym zawodnikiem.
Latem 1994 roku Podolski przeszedł do innego łódzkiego klubu, Widzewa. Zadebiutował w nim 31 lipca 1994 w zwycięskim 4:0 wyjazdowym meczu z Wartą Poznań, w którym strzelił 2 gole. W sezonie 1995/1996 wywalczył z Widzewem mistrzostwo Polski, jednak w jego trakcie odszedł do drugoligowej Petrochemii Płock. W sezonie 1997/1998 grał z Petrochemią w pierwszej lidze.
Na początku 1999 roku Podolski trafił do Ceramiki Opoczno. W swojej karierze grał też w takich klubach jak: izraelski Hapoel Bet Szean, Świt Nowy Dwór Mazowiecki, Unia Skierniewice, Tur Turek, Bzura Ozorków i KS Częstochowa. Karierę zakończył w 2005 roku.
Ogółem w polskiej ekstraklasie Podolski rozegrał 228 meczów i strzelił w nich 42 gole.